# Runet
Runet (in russo Рунет?), portmanteau di «ru» (codice sia per la lingua russa secondo lo standard ISO 639-1, che per il dominio di primo livello .ru assegnato alla Russia) e «network», è un termine che indica la comunità in lingua russa di Internet e siti web. 
La pronuncia della parola Runet è più vicina alla pronuncia di “lingua russa” (in russo Ру́сский язы́к?, Russkij jazyk), invece che di “Russia”, poiché in russo il nome del Paese si pronuncia «Rossija», con la o: nemmeno il dominio .ru nella fonologia russa suona quindi come la prima sillaba dello stato.
Il termine “Runet” è stato coniato in Israele nella primavera del 1997 da un israeliano di lingua russa di Baku (Azerbaigian), il blogger Raffi Aslanbekov noto in Russia anche come "il prozio", autore di un blog. Il termine fu reso popolare dai primi utenti di Internet ed è stato incluso in diversi dizionari, incluso il dizionario di ortografia dell'Accademia delle scienze russa nel 2001.
Molti funzionari del governo russo usano attivamente questo termine come sinonimo di Internet in Russia, cioè per le infrastrutture di Internet soggette alle leggi russe (comprese le leggi sulla censura, sul diritto d'autore, sulle società, sulla pubblicità, ecc), ma la comunità online russa non supporta questo uso del termine poiché milioni di utenti usano la lingua russa su Internet seppur vivendo fuori dalla Russia. Alcuni funzionari russi credono che la stessa Wikipedia in russo abbia sede in Russia come entità commerciale e cercano di controllarne i contenuti o di creare cloni di Wikipedia con sede in Russia.

## La legge sull'Internet sovrano
La cosiddetta legge “sull'Internet sovrano” (in russo суверенном интернете?), la legge federale del 1 maggio 2019 N 90-FZ, entrata in vigore il 1 novembre 2019, sulle “modifiche alla legge federale sulle comunicazioni e alla legge federale sull'informazione, le tecnologie dell'informazione e la protezione dell'informazione”, prevede la realizzazione di un sistema nazionale di sviluppo del traffico Internet, strumenti di gestione centralizzata, ecc.
Nello specifico:
- gli operatori di telecomunicazioni sono tenuti a installare apparecchiature statali nei punti di scambio del traffico per analizzare e filtrare il traffico (deep packet inspection) all'interno del paese e le linee di comunicazione che attraversano il confine russo; gli operatori di telecomunicazioni sono obbligati ad iscriversi ad un registro e ad utilizzare esclusivamente questi punti di scambio (la procedura è determinata dal Governo)
- il Servizio federale per la supervisione nella sfera della connessione e comunicazione di massa (in russo Роскомнадзор?, Roskomnadzor) implementa la "gestione centralizzata" di Runet e implementa la restrizione dell'accesso ai siti vietati in Russia
- saranno condotte esercitazioni per testare le procedure
- è in corso la creazione di un sistema di nomi di dominio nazionale

Secondo alcuni esperti, l'attuazione della legge può creare la possibilità tecnica di separare il segmento russo della rete da quello straniero, oltre a bloccare Internet in alcune regioni. In precedenza, il Consiglio di sicurezza russo aveva discusso la necessità di disconnettere temporaneamente la Russia dall'Internet globale in caso di emergenza. Il capo del Roskomnadzor Alexander Zharov affermò che dopo l'adozione la legge sarebbe stata in uno «stato dormiente», «come un'arma nucleare».